# Phaeolus schweinitzii
Il Phaeolus schweinitzii (Fr. Pat.) è una specie di fungo non molto comune.
Parassita soprattutto conifere causando la morte della pianta ospite e continuando poi a vegetare sulla ceppaia della stessa come saprofita.

## Descrizione della specie

### Cappello
Sessile o appena stipitato, singolo o imbricato, spesso, gibboso, sub-circolare tomentoso o irsuto; colore giallo-arancio al margine, ruggine o bruno-scuro al centro; 10-30 cm di diametro e 4-6 cm di spessore. A volte presenta un piccolo gambo.

### Tubuli
Brevi (2-5 mm), decorrenti, gialli concolori al cappello.

### Pori
Circolari, alveolari, angolosi o irregolari; giallo-olivastri o ruggine, infine bruni; con diametro di 0,2-0,3 mm.

### Gambo
Se presente, breve, centrale o eccentrico, bruno.

### Carne
Spugnosa e molle negli esemplari giovani, poi dura e fibrosa in quelli maturi, dal colore bruno-ruggine.
- Odore: nullo.
- Sapore: amaro.

### Spore
Biancastre o gialline in massa, ovali o ellittiche, 6-7 x 3-6 µm.

## Habitat
Parassita e saprofita, fruttifica dalla primavera all'autunno, sulle ceppaie di pini e abeti.

## Commestibilità
Non commestibile, legnoso.

## Etimologia
Nome proprio, in onore del micologo tedesco-americano L.V. Scheweinitz.

## Sinonimi e binomi obsoleti
- Boletus sistotremoides Alb. & Schwein., Consp. fung. lusat., in Lusatiae Superioris Agro Niskiensi Crescentium e Methodo Persooniana (Leipzig): 243 (1805)
- Calodon spadiceus (Pers.) Quél., Enchiridion Fungorum, in Europa Media Præsertim in Gallia Vigentium (Paris): 190 (1886)
- Cladomeris schweinitzii (Fr.) Quél., Enchiridion Fungorum, in Europa Media Præsertim in Gallia Vigentium (Paris): 169 (1886)
- Cladomeris spongia (Fr.) Quél., Enchiridion Fungorum, in Europa Media Præsertim in Gallia Vigentium (Paris): 169 (1886)
- Coltricia schweinitzii (Fr.) G. Cunn., Bull. N.Z. Dept. Sci. Industr. Res., Pl. Dis. Div. 77: 7 (1948)
- Daedalea fusca Velen., České Houby 4-5: 689 (1922)
- Daedalea spadicea (Pers.) Fr., Systema mycologicum (Lundae) 1: 505 (1821)
- Daedalea suberosa Massee, Bull. Misc. Inf., Kew: 94 (1906)
- Hapalopilus schweinitzii (Fr.) Donk, Meded. Bot. Mus. Herb. Rijks Univ. Utrecht 9: 173 (1933)
- Hydnellum spadiceum (Pers.) P. Karst., Meddn Soc. Fauna Flora fenn. 5: 41 (1880)
- Hydnum spadiceum Pers., Icones et Descriptiones Fungorum Minus Cognitorum (Leipzig) 2: 34 (1800)
- Inodermus schweinitzii (Fr.) Quél., Fl. mycol. (Paris): 394 (1888)
- Inonotus herbergii (Rostk.) P. Karst., Bidr. Känn. Finl. Nat. Folk 48: 329 (1889)
- Inonotus spongia (Fr.) P. Karst., Bidr. Känn. Finl. Nat. Folk 37: 69 (1882)
- Inonotus sulphureopulverulentus P. Karst., Finl. Basidsvamp. 46(11): 8 (1904)
- Mucronoporus spongia (Fr.) Ellis & Everh., J. Mycol. 5(1): 29 (1889)
- Ochroporus sistotremoides (Alb. & Schwein.) J. Schröt., Kryptogamenflora der Schweiz 3: 488 (1888) [1889]
- Phaeodon spadiceus (Pers.) J. Schröt., Kryptogamenflora der Schweiz 3: 459 (1888) [1889]
- Phaeolus sistotremoides (Alb. & Schwein.) Murrill, Bull. Torrey bot. Club 32(7): 363 (1905)
- Phaeolus spadiceus (Pers.) Rauschert, Haussknechtia 4: 54 (1988)
- Phaeolus spongia (Fr.) Pat., Essai Tax. Hyménomyc.: 86 (1900)
- Polyporus herbergii Rostk., Sturm's Deutschl. Flora, III (Pilze) 28: 35 (1848)
- Polyporus holophaeus Mont., Annls Sci. Nat., Bot., sér. 2 20: 361 (1843)
- Polyporus schweinitzii Fr., Systema mycologicum (Lundae) 1: 531 (1821)
- Polyporus sistotremoides (Alb. & Schwein.) Murrill
- Polyporus spongia Fr., Monographia Hymenomycetum Sueciae 2: 268 (1863)
- Polyporus sulphureopulverulentus (P. Karst.) Sacc. & D. Sacc., Sylloge fungorum (Abellini) 17: 114 (1905)
- Polystictus herbergii (Rostk.) P. Karst., Meddn Soc. Fauna Flora fenn. 14: 86 (1887)
- Polystictus holophaeus (Mont.) Fr., Nova Acta R. Soc. Scient. upsal. 1: 78 (1851)
- Polystictus holophaeus (Mont.) Cooke, Grevillea 14(no. 71): 81 (1886)
- Polystictus holopleus (Mont.) Fr., Nova Acta R. Soc. Scient. upsal. 1: 78 (1851)
- Polystictus schweinitzii (Fr.) P. Karst., Meddn Soc. Fauna Flora fenn. 5: 39 (1879)
- Romellia sistotremoides (Alb. & Schwein.) Murrill, Bull. Torrey bot. Club 31(6): 339 (1904)
- Xanthochrous waterlotii Pat., Bulletin du Muséum National d'Histoire naturelle, Paris 30: 409 (1924)